# Lepidodermella triloba
Lepidodermella triloba är en djurart som tillhör fylumet bukhårsdjur, och som beskrevs av Brunson 1950. Lepidodermella triloba ingår i släktet Lepidodermella och familjen Chaetonotidae. Inga underarter finns listade i Catalogue of Life.